# Gambera
Gambera är ett utdött australiskt språk. Gambera talades i norra delen av Western Australia. Gambera tillhörde den wororanska språkfamiljen.